# Wereldkampioenschap rally in 1992
Het Wereldkampioenschap rally in 1992 was de twintigste jaargang van het Wereldkampioenschap rally (internationaal het World Rally Championship), georganiseerd door de Fédération Internationale de l'Automobile (FIA).